# 蘇晉霆
蘇晉霆（Marty So Chun Ting，1979年7月5日—），前無綫電視藝員，曾擔任《東張西望》、《都市閒情》及《快樂長門人》等節目主持，與另一主持高皓正樣貌相似而被廣為人知。

## 節目主持（無綫電視）
- 《都市閒情》（2012-2018年）
- 《快樂長門人》
- 《東張西望》
- 《智激校園》(2009年)
- 《問問Master Joe》

## 節目嘉賓/演出（無綫電視）
- 筋肉擂台 (香港)
- 亮相 (香港版本)
- 大咕窿
- My Name Is 邦
- 千奇百趣Summer Fun
- 千奇百趣省港澳
- 千奇百趣東南亞

## 電視劇（無綫電視）
- 2002年：皆大歡喜 (古裝電視劇) 飾 水粉檔小販（第233集）、侍衛（第234集）、官兵（第245、298、325集）、跛子（第255集）、街坊（第303集）、士兵（第324集）
- 2003年：九五至尊 飾 記者（第19集）
- 2003年：皆大歡喜 (時裝電視劇) 飾 KK朋友（第46集）、路人（第94集）、記者（第143集）、男主角（第168集）
- 2004年：皆大歡喜 (時裝電視劇) 飾 記者（第173集）、茶客（第198集）、送花員（第218集）、酒保（第226集）、店員（第238、240集）、路人（第311集）、酒保（第322集）、屋主（第326集）、抽奬主持（第344集）、男顧客（第349集）、守衛（第366集）、槍會職員（第410集）
- 2005年：皆大歡喜 (時裝電視劇) 飾 助導（第432集）
- 2005年：心花放
- 2006年：上海傳奇
- 2006年：潮爆大狀
- 2006年：歲月風雲 飾 記者
- 2007年：法證先鋒II 飾 富仔
- 2007年：珠光寶氣 飾 侍應
- 2007年：通天幹探 飾 酒保
- 2008-2009年：畢打自己人 飾 醫生（第38集）、劉日新（第197、219集）、司儀（第265集）
- 2009年：有營煮婦
- 2010年：Only You 只有您 飾 主持
- 2010年：讀心神探
- 2011年：誰家灶頭無煙火 飾 司儀
- 2012年：回到三國 飾 司儀（第1集）
- 2012年：愛·回家 飾 富二代
- 2012年：天梯 飾 醫生
- 2013年：My盛Lady 飾 Sunny（第17集）

## 電影
- 2023年：年少日記

## 外部連結
蘇晉霆 Soo Chun Ting - TVB藝人資料 - tvb.com （页面存档备份，存于）